# Estadio Municipal de Arouca
El Estadio Municipal de Arouca es un estadio de fútbol ubicado en la ciudad de Arouca, Portugal. Fue inaugurado en 2006, el FC Arouca militaba, en ese entonces, en la III división nacional, competición que terminaría ganando. El estadio tenía capacidad para 1500 personas, el recinto sufrió alteraciones,y aumentó en su capacidad con la promoción del FC Arouca a la primera división portuguesa de fútbol, la Primeira Liga.
El Estadio Municipal de Arouca en la actualidad está equipado para recibir partidos de la primera división portuguesa. El recinto, desarrollado por el gabinete de proyectos de la Cámara Municipal de la región, sufrió una remodelación en 2013 con el ascenso del club a la primera división portuguesa, con la construcción de una grada lateral y una nueva tribuna central aumentando, así, la capacidad del recinto para aproximadamente 5000 personas como requisito para ser escenario para juegos de la I división de fútbol en Portugal.